# Serrat Roi (les Valls d'Aguilar)
El Serrat Roi és una serra situada al municipi de les Valls d'Aguilar a la comarca de l'Alt Urgell, amb una elevació màxima de 1.628 metres.